# Gelis dispar
Gelis dispar là một loài tò vò trong họ Ichneumonidae.